# Ngrandu (Geyer)
Ngrandu is een bestuurslaag in het regentschap Grobogan van de provincie Midden-Java, Indonesië. Ngrandu telt 4362 inwoners (volkstelling 2010).